# M3 곡사포

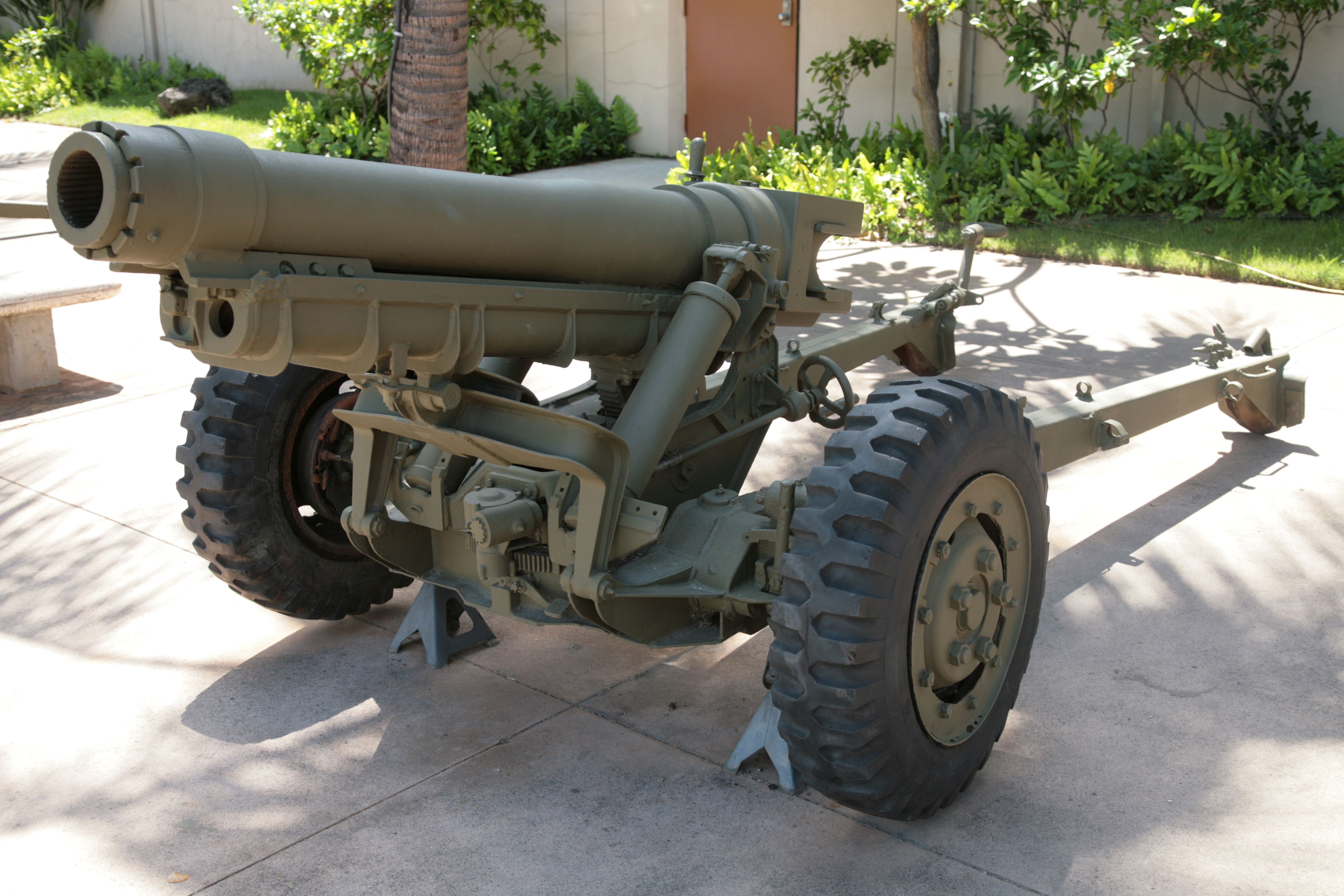

M3 곡사포(105mm Howitzer M3)는 미합중국 육군이 공수부대의 화력지원을 목적으로 사용중이던 75mm 곡사포의 후속작이다. 1941년부터 개발을 시작했고 1943년부터 1945년까지 약 2,580문가량 양산되었던 105mm 경량 곡사포이다.

## 개발 배경
당시 미육군과 해병대가 표준적인 곡사포로 사용중이던 M2 곡사포가 2톤가량의 중량에 의하여 수송에 제약을 가졌다. 1941년 공수 부대를 지원하는 과정에서 휴대용 105mm 곡사포가 필요했다. 처음에 T7로 명명된 이 무기는 105mm 곡사포 M2의 총열이 27인치(690mm) 단축되고 75mm 팩 곡사포의 반동 시스템 및 캐리지와 결합되었다. 프로토타입은 1942년 1월 Aberdeen Proving Ground에서 시험에 도달했다.
1톤가량의 중량으로 공수부대나 경트럭에 의한 견인이 가능하면서도 M2 곡사포와 같은 탄약을 사용할 수 있었으나 포열이 짧은 관계로 사거리가 현저히 짧아지고 사격시 장약이 불완전연소되는 문제가 있었다.

## 제원
- 중량: 1,131kg
- 최대사거리: 7,534m
- 유효사거리: 6,525m
- 포신길이: 1.86m
- 포구초속: 311m/s
- 부앙각: -9~30도
- 좌우사각: 45도

### 총기 변형
- T7 - M3로 표준화되었다.
- T10 - 고도가 65도까지 증가한 변형.

### 캐리지 변형
- M3 - 3mm 필드 곡사포의 M1A75 캐리지를 기반으로 한다.
- M3A1 - 1 ⁄ 8인치(3.2mm) 대신 3 ⁄ 32인치(2.4mm) 플레이트로 만든 더 강한 트레일을 가졌다.
- M3A2 - 방패가 장착되었다.

## 사용국가
제2차대전 이후에는 한국전쟁 초기 한국군이 사용하였고 인도차이나 전쟁에서 프랑스군이 사용한 적이 있다.

### 대한민국
1948년 8월 15일 한국군 창군 이후 최초로 장비하였던 포병화기였으며, 주한미군으로부터 M3 견인곡사포 91문(3문 고장)가량 인수받았다. 1949년 4월 5일, 우리 군 포병의 최초 실사격이 이승만 대통령을 포함한 정부 고위 관계자와 주한 외교 사절까지 참석하는 큰 관심 속에 경기도 광주에서 실시됐다.
1950년 한국전쟁 초기에 벌어진 춘천 전투에서 김종오 대령이 이끄는 제6사단은 15문에 불과한 M3 곡사포의 사격으로 북한군 1개 사단에게 궤멸적 타격을 입히기도 하였다.
하지만 전쟁 초반의 손실이 극심했고, 미국에서도 이미 퇴역무기라 부품이나 자재가 없다시피 했으므로 살아남은 M3 105mm 곡사포는 적에게 박살나지 않더라도 고장나면 M2/M101 계열의 곡사포로 즉시 교체되었다. 결국 한국전쟁 중반 이후에는 M3는 모두 사실상 퇴역한 것으로 보이며, 현재는 보유하고 있지 않다.